# 20898 Fountainhills
20898 Fountainhills è un asteroide della fascia principale esterna. Scoperto nel 2000, presenta un'orbita caratterizzata da un semiasse maggiore pari a 4,285623 UA e da un'eccentricità di 0,469132, inclinata di 44,845203° rispetto all'eclittica. Ha un diametro di 37,31 km, un periodo di rotazione di 12,84 ore e un'albedo di 0,0505.
L'asteroide è dedicato alla località di Fountain Hills negli Stati Uniti d'America.